# Ákra Skinári
Ákra Skinári är en udde i Grekland.   Den ligger i prefekturen Nomós Zakýnthou och regionen Joniska öarna, i den sydvästra delen av landet, 260 km väster om huvudstaden Aten. Ákra Skinári ligger på ön Zakynthos.
Terrängen inåt land är lite kuperad. Havet är nära Ákra Skinári åt nordost.  Närmaste större samhälle är Katastárion, 12,1 km söder om Ákra Skinári. 